# Andrew DeWitt Bruyn
Andrew DeWitt Bruyn (* 18. November 1790 in Wawarsing, New York; † 27. Juli 1838 in Ithaca, New York) war ein US-amerikanischer Jurist und Politiker. In den Jahren 1837 und 1838 vertrat er den Bundesstaat New York im US-Repräsentantenhaus.

## Werdegang
Andrew DeWitt Bruyn wurde ungefähr sieben Jahre nach dem Ende des Unabhängigkeitskrieges im Ulster County geboren. Er besuchte die Kingston Academy. 1810 graduierte er am Princeton College. Er studierte Jura. Nach dem Erhalt seiner Zulassung als Anwalt 1814 begann er in Ithaca zu praktizieren. 1817 wurde er der erste Vormundschafts- und Nachlassrichter im Tompkins County – ein Posten, den er bis 1821 innehatte. Während dieser Zeit war er 1817 auch als Friedensrichter tätig und saß 1818 in der New York State Assembly. 1821 ernannte man ihn zum Trustee in Ithaca. Er war 1822 Präsident der Village. 1825 kandidierte er erfolglos für einen Sitz im Senat von New York. Er bekleidete 1825 den Posten als County Supervisor. Zwischen 1826 und 1836 war er Richter am Court of Common Pleas. Daneben hielt er zwischen 1826 und 1828 den Posten als Schatzmeister der Village. 1828 war er Direktor der Ithaca & Owego Railroad. Ferner ging er Bankgeschäften nach. Politisch gehörte er der Demokratischen Partei an.
Bei den Kongresswahlen des Jahres 1836 für den 25. Kongress wurde Bruyn im 22. Wahlbezirk von New York in das US-Repräsentantenhaus in Washington, D.C. gewählt, wo er am 4. März 1837 die Nachfolge von Stephen B. Leonard und Joseph Reynolds antrat, welche zuvor zusammen den 22. Distrikt im US-Repräsentantenhaus vertraten. Er verstarb allerdings vor dem Ende seiner Amtszeit am 27. Juli 1838 in Ithaca und wurde dann auf dem Stadtfriedhof beigesetzt.